# Super 32X
Super 32X（多簡稱為32X）是一款世嘉Mega Drive的附属设备。开发代号火星计划。
世嘉于1994年6月的消费电子展中公布了32X。32X作为一款低成本的游戏设备，为玩家提供32位游戏体验。
在32X发行之时，对于32X和其游戏的评价较为正面。惟32X被认为是一个商业上的失败。